# Utetheisa pulchelloides
Utetheisa pulchelloides is een vlinder uit de familie van de spinneruilen (Erebidae), onderfamilie beervlinders (Arctiinae).
Hij komt verspreid over het Australaziatisch gebied voor, onder andere in Hongkong, Papoea-Nieuw-Guinea, Nieuw-Zeeland, Australië, op de Seychellen en op Borneo. De spanwijdte is tot ongeveer 3 centimeter.
De waardplanten zijn Argusia argentea, Echium plantagineum, Heliotropium arborescens en Akkervergeet-mij-nietje. De rups wordt tot 3 centimeter lang.